# No Dia do Seu Casamento
No Dia do Seu Casamento é um álbum de estúdio da dupla sertaneja brasileira Maiara & Maraisa, lançado de forma independente em 24 de agosto de 2014.

## Lista de faixas
| N.º            | Título                          | Compositor(es)                                                     | Duração |  |
| 1.             | "No Dia do Seu Casamento"       | Marília Mendonça Juliano Tchula Maraisa                            | 3:06    |  |
| 2.             | "É Rolo" (part. Jorge & Mateus) | M. Mendonça J. Tchula Maraisa                                      | 3:08    |  |
| 3.             | "Dois Idiotas"                  | Maraisa M. Mendonça J. Tchula Elcio Di Carvalho Thomaz Léo Moreira | 3:29    |  |
| 4.             | "Sem Tirar a Roupa"             | Gabriel Agra M. Mendonça J. Tchula Maraisa                         | 3:24    |  |
| 5.             | "Show Completo"                 | M. Mendonça J. Tchula Daniel Rangel Maraisa                        | 2:43    |  |
| 6.             | "Você Se Transformou"           | Maraisa Paulo Motta                                                | 3:17    |  |
| 7.             | "Encontro Com o Passado"        | M. Mendonça Maiara Maraisa                                         | 3:06    |  |
| 8.             | "Níveis da Bebida"              | Maraisa Raimundo Eudes Thales Lessa                                | 3:06    |  |
| 9.             | "A Pessoa Errada"               | M. Mendonça J. Tchula                                              | 3:28    |  |
| 10.            | "Open Bar"                      | M. Mendonça J. Tchula Maraisa                                      | 3:12    |  |
| 11.            | "Orgulho da Mamãe"              | Maraisa M. Mendonça J. Tchula                                      | 3:24    |  |
| Duração total: | Duração total:                  | Duração total:                                                     | 35:23   |  |